# Sarah Claire Wray
Sarah Claire Wray (* 1993 in Köln) ist eine deutsche Autorin und Regisseurin.

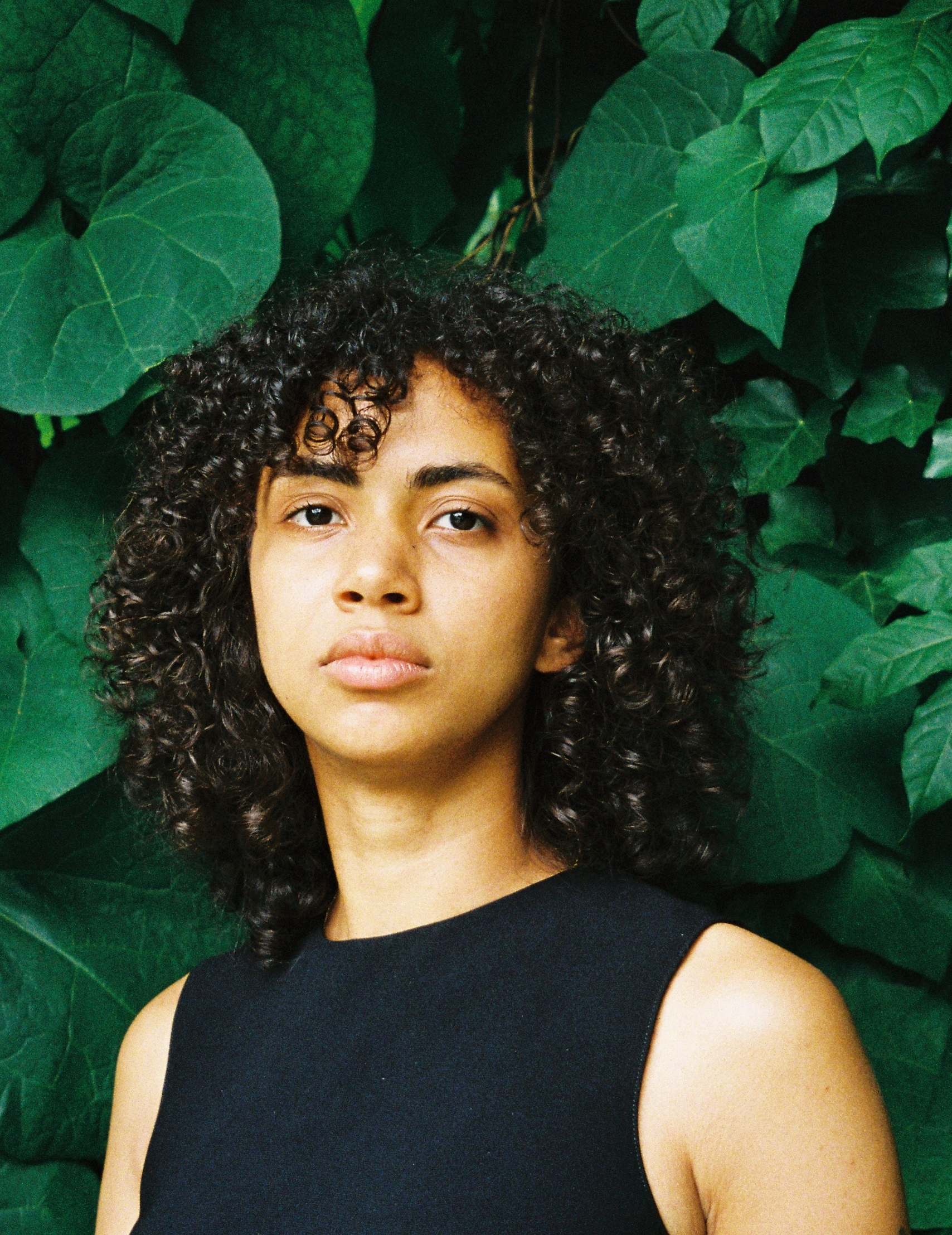
Sarah Claire Wray (2021)

## Leben
Sarah Claire Wray, Tochter deutsch-karibischer Eltern, studierte zunächst Architektur an der RWTH Aachen, bevor sie als Regiehospitantin und -assistentin u. a. am Schauspiel Frankfurt, am Thalia Theater Hamburg und am Oldenburgischen Staatstheater arbeitete. Im Jahr 2016 zog sie nach Berlin und studierte von 2017 bis 2022 Regie an der Hochschule für Schauspielkunst Ernst Busch. Seit 2020 ist sie als freie Autorin und Regisseurin tätig und hat, u. a. im Das Wetter Magazin, im Defrag Zine und im A-Z Das Deutschlandmagazin Lyrik und Essays veröffentlicht. In selbigem Jahr war sie Stipendiatin der Roger Willemsen Stiftung in Hamburg. Im Dezember 2021 veröffentlichte sie ihren ersten Lyrik Band sieben utopische dinge in Zusammenarbeit mit der kolumbianischen Künstlerin Raisa Galofre Cortés bei Parasitenpresse.
Im Jahr 2021 begann Sarah Claire Wray, für Film und Fernsehen zu arbeiten. Für den Kurzfilm Hundefreund übernahm sie Script und Continuity am Set. Sie war als Autorin für folgende Serien tätig: Fett und Fett (ZDF Mediathek), Wir (ZDF Mediathek) und Schwarze Früchte (ARD Mediathek).
Seit 2022 ist sie Jury-Mitglied des „Nah Dran! Förderpreises“. Im Jahr 2023 war sie Teil der Script Pitch Jury des 39. Interfilm Festival (Internationales Kurzfilm Festival Berlin). Im Herbst 2023 verbrachte sie auf Einladung des Literaturbüro Lüneburg ein 3-monatiges Stipendium im Heinrich-Heine-Haus. Im Jahr 2024 ist sie Teil des Komitees für die Vorauswahl der Stücke im Autoren-Wettbewerb des Heidelberger Stückemarkt.
Zurzeit arbeitet sie an ihrem Spielfilm-Debüt.

## Theater

### Als Regisseurin
- 2016: La Les Lulu, TiK Berlin
- 2019: Von Dachterrassen und Teekannen, Berliner Arbeiter-Theater[6]
- 2020: Dreckskinder oder Der Versuch einer Zukunft, Volksbühne Berlin
- 2021: rymth, auftakt Festival Köln[7]
- 2022: Fieber, HfS Ernst Busch Berlin[8]
- 2023: Doppeltreppe zum Wald, Theater und Orchester Heidelberg[9]

### Als Autorin
- 2021: Gestern(Heute)Morgen, Alte Feuerwache Köln[10]
- 2022: Fieber, HfS Ernst Busch
- 2022: Beloved, 48h Neukölln, Berlin[11]

## Film und Fernsehen

### Als Regisseurin
- 2021: HDGDL (Kurzfilm), Nationaltheater Mannheim[12]

### Als Drehbuchautorin
- 2021: HDGDL (Kurzfilm), Nationaltheater Mannheim[12]
- 2021: Fett und Fett (ZDFneo-Serie, Regie: Chiara Grabmayr)[13]
- 2023: WIR, Staffel 4 (ZDF Mediathek)
- 2023: Schwarze Früchte (ARD Mediathek)[14]
- 2024: Stationär (ARD Mediathek)[15]

### Als Script Supervisor
- 2021: Hundefreund (Regie: Maissa Lihedheb)[16]

## Hörspiel

### Als Regisseurin
- 2024: Doppeltreppe zum Wald, SWR[17]

## Publikationen

### Lyrik
- sieben utopische dinge. Parasitenpresse, Köln 2021, ISBN 978-3-947676-89-7.[18]
- Parabolis Virtualis 2. Querverlag, Berlin 2022, ISBN 978-3-89656-323-1[19]

### Drama
- Tasha und der Orionnebel. Theater der Zeit, Frankfurt am Main 2022, ISBN 978-3-95749-409-2[20]
- Fieber, Leipzig 2023[21]

### Essays
- Unbreak my heart – Warum wir das Theater lieben. Heinrich-Böll-Stiftung, Berlin 2022, online[22]
- sarahclairewray.com – Blog über Pop Kultur, Film, Fernsehen, Literatur und Kunst., Berlin 2023, online[23]

## Auszeichnungen
- 2020: Mare Haus der Roger-Willemsen-Stiftung[24]
- 2020: „entre líneas“ Residenz Goethe-Institut Chile[25]
- 2023: Heinrich-Heine-Stipendium[26]
- 2023: Nominiert für den Grimme Preis mit der Serie FETT UND FETT[27]
- 2024: Eingeladen zum Tribeca Film Festival mit der Serie Schwarze Früchte[28]
- 2025: Nominiert für den Grimme Preis mit der Serie Schwarze Früchte[29]
- 2025: Eingeladen zum Internationalen Frauen Film Fest Dortmund & Köln mit HDGDL[30]